# Piedra Redonda (Sullana)
Piedra Redonda es una localidad peruana ubicada en el distrito de Lancones, perteneciente a la provincia de Sullana del departamento de Piura, al norte del Perú. 

## Ubicación
Piedra Redonda se ubica al noreste de la provincia de Sullana, en el distrito de Lancones, en el departamento de Piura.

## Demografía
En 2017 Piedra Redonda tenía una población de 5 habitantes.
| Gráfica de evolución demográfica de Piedra Redonda entre 1993 y 2017 |
|                                                                      |
| Fuentes: Población 1993 y 2017                                       |